# Falla de Laguna Salada
La falla de Laguna Salada (en inglés: Laguna Salada Fault) es una falla geológica ubicada entre Estados Unidos y México. Mide de 64 kilómetros (40 millas) a 80 kilómetros (50 millas) de largo, y se extiende a ambos lados de la frontera del Condado de Imperial entre los estado de California y Baja California.
Según algunos sismólogos el terremoto de Laguna Salada de 1892 figura entre los terremotos más grandes de California y Baja California en tiempos históricos. Ocurrió el 23 de febrero de 1892, y tuvo su epicentro cerca de Laguna Salada, en Baja California, México
La falla de Laguna Salada se piensa que es el origen del terremoto de Baja California de 2010. Antes de esto, el sector no había producido un terremoto por más de 100 años, desde 1892.